# Episodi di Adventure Time: Fionna e Cake
La prima stagione della serie televisiva Adventure Time: Fionna e Cake è stata distribuita negli Stati Uniti, sulla piattaforma streaming Max, dal 31 agosto 2023 al 28 settembre 2023.
| nº | Titolo originale      | Titolo italiano | Pubblicazione originale | Pubblicazione Italia |
| -- | --------------------- | --------------- | ----------------------- | -------------------- |
| 1  | Fionna Campbell       |                 | 31 agosto 2023          |                      |
| 2  | Simon Petrikov        |                 | 31 agosto 2023          |                      |
| 3  | Cake the Cat          |                 | 7 settembre 2023        |                      |
| 4  | Prismo the Wishmaster |                 | 7 settembre 2023        |                      |
| 5  | Destiny               |                 | 14 settembre 2023       |                      |
| 6  | The Winter King       |                 | 14 settembre 2023       |                      |
| 7  | The Star              |                 | 21 settembre 2023       |                      |
| 8  | Jerry                 |                 | 21 settembre 2023       |                      |
| 9  | Casper & Nova         |                 | 28 settembre 2023       |                      |
| 10 | Cheers                |                 | 28 settembre 2023       |                      |

## Fionna Campbell
- Titolo originale: Fionna Campbell
- Diretto da: Ryann Shannon
- Scritto e illustrato da: Hanna K. Nyström, Anna Syvertsson, Jacob Winkler e Haewon Lee

### Trama
Fionna Campbell, una giovane donna che vive da sola in città con la sua gatta Cake, sogna di avere fantastiche avventure. Lavora come guida turistica su un bus, ma quando un giorno Cake inizia a comportarsi stranamente, la ragazza viene licenziata e, non avendo molti soldi a disposizione, non sa come fare. Disperata si reca dal suo amico pasticciere Gary che le fa assaggiare dei dolci che sta perfezionando. Per strada, la ragazza incontra un altro amico: Marshall Lee che le consiglia un veterinario non costoso che si trova nascosto nei meandri di un parco pubblico. Così, Fionna fa la conoscenza del bizzarro Elliss P. Dopo il fallimentare tentativo del ragazzo di capire cos'abbia la gatta, quest'ultima, colta dal suo istinto, scappa per rincorrere un luccichio blu proveniente dal chiosco dei gelati nel parco. Cake ci entra dentro e scompare.

## Simon Petrikov
- Titolo originale: Simon Petrikov
- Diretto da: Steve Wolfhard
- Scritto e illustrato da: Iggy Craig, Graham Falk, Jim Campbell e Lucyola Langi

## Cake the Cat
- Titolo originale: Cake the Cat
- Diretto da: Ryann Shannon
- Scritto e illustrato da: Hanna K. Nyström, Anna Syvertsson, Jacob Winkler, Haewon Lee e Nicole Rodriguez

## Prismo the Wishmaster
- Titolo originale: Prismo the Wishmaster
- Diretto da: Steve Wolfhard
- Scritto e illustrato da: Iggy Craig, Graham Falk, Jim Campbell e Lucyola Langi

## Destiny
- Titolo originale: Destiny
- Diretto da: Ryann Shannon
- Scritto e illustrato da: Jacob Winkler, Sonja von Marensdorff, Hanna K. Nyström e Anna Syvertsson

## The Winter King
- Titolo originale: The Winter King
- Diretto da: Steve Wolfhard
- Scritto e illustrato da: Jim Campbell, Lucyola Langi, Iggy Craig, Graham Falk e Nicole Rodriguez

## The Star
- Titolo originale: The Star
- Diretto da: Ryann Shannon
- Scritto e illustrato da: Iggy Craig, Graham Falk, Jacob Winkler e Sonja von Marensdorff

## Jerry
- Titolo originale: Jerry
- Diretto da: Steve Wolfhard
- Scritto e illustrato da: Hanna K. Nyström, Anna Syvertsson, Jim Campbell e Jackie Files

## Casper & Nova
- Titolo originale: Casper & Nova
- Diretto da: Ryann Shannon
- Scritto e illustrato da: Iggy Craig, Graham Falk, Jacob Winkler e Sonja von Marensdorff

## Cheers
- Titolo originale: Cheers
- Diretto da: Steve Wolfhard
- Scritto e illustrato da: Hanna K. Nyström, Anna Syvertsson, Jim Campbell e Jackie Files